# Rocky Point (Caroline du Nord)
Pour les articles homonymes, voir Rocky Point.
Rocky Point est une census-designated place située dans le comté de Pender, dans l’État de Caroline du Nord, aux États-Unis. Lors du recensement de 2020, elle comptait 1 476 habitants.